# Gorslas
Gorslas ou Gors-las est un village et une communauté du Carmarthenshire, au pays de Galles.
Outre Gorslas même, la communauté comprend les villages de Drefach, Cwmmawr, Foelgastell (en) et Cefneithin. Au recensement de 2011, elle comptait 4 016 habitants.